# Castello di Bothwell
Il castello di Bothwell è un imponente castello di stampo medievale collocato sulla sommità di una ripida riva non lontano dal fiume Clyde nel Lanarkshire Meridionale, in Scozia. Il castello si trova più o meno a metà fra le città di Uddington e Bothwell e a circa 10 miglia da Glasgow, la sua costruzione iniziò nel XIII secolo ad opera della famiglia Moray, antenata del Clan Murray perché sorvegliasse un punto strategico del Clyde. Il castello giocò un ruolo centrale nelle Guerre di indipendenza scozzesi e cambiò di mano parecchie volte nel corso degli anni.
Il Dongione venne costruito nel XIII secolo, ma prima che il resto della struttura venisse ultimata venne danneggiata da una serie di assedi, venne ricostruito nel XV secolo e in quell'occasione venne anche allargato per essere poi abbandonato del tutto nel XVIII secolo. Al presente le rovine appaiono di forma rettangolare con il dongione ad ovest e la Great Hall ad est, la corte interna è cintata da un Muro di cortina con torri rotonde agli angoli di sud-ovest e sud-est.

## Costruito e demolito
Davide I di Scozia donò la baronia di Bothwell a David Olifard, Giustiziere del Lothian, nel XII secolo ed essa passò di mano in mano ai suoi discendenti fino ad arrivare a Walter de Moray che aveva sposato una Olifard. Fu lui a dare inizio alla costruzione del castello, ma quando nel 1296 scoppiò la prima guerra d'indipendenza scozzese solo il grande Dongione e le mura di cinta ad esso collegato erano stati ultimati. È probabile che del resto della struttura fossero state poste solo le fondamente e che abbiano cercato di proteggerle con delle palizzate di legno.
Le forze di Edoardo I d'Inghilterra invasero la Scozia e presero il castello d'assedio catturando il figlio di Walter, William de Moray, la guarnigione inglese subì un assedio durato quattordici mesi fra il 1298 e il 1299 al termine del quale gli scozzesi riuscirono a riprenderlo.
La pace di Bothwell durò poco, nel 1301 Edoardo tornò e, con l'aiuto di armi d'assedio riuscì a riprenderselo tanto che diventò il quartier generale di Aymer de Valence, II conte di Pembroke, il Guardiano di Scozia scelto da Edoardo, e rimase in mano inglese per diversi anni.
Quando nel 1314 Roberto I di Scozia vinse alla Battaglia di Bannockburn il castello divenne rifugio per molti nobili inglesi in fuga, quando gli scozzesi si avvicinarono il suo comandante Walter FitzGilbert di Cadzow (morto circa 1346) si arrese, Roberto gli fu grato e gli diede la baronia di Cadzow nella quale nacque e fiorì il Clan Hamilton. Dopo averlo ripreso gli scozzesi demolirono sistematicamente il castello.
Nel 1336 fu Edoardo III d'Inghilterra a tornare a Bothwell, lo rimise in piedi e ne fece di nuovo il suo quartiter generale, l'anno dopo tuttavia Andrew Moray (1298-1338), nipote di William de Moray ed erede legale del castello, riuscì a riprenderlo e ad usarlo contro gli inglesi. Una volta scacciati indietro gli inglesi provvide di nuovo a demolirlo buttando giù il lato ovest del dongione e facendolo finire nel Clyde così che gli inglesi non potessero più rioccuparlo. Il castello rimase in stato di abbandono fino al 1360.

## Di conte in conte
Nel 1362 Joan Moray sposò Archibald Douglas, III conte di Douglas che più tardi sarebbe divenuto Lord di Galloway e Conte di Douglas, fu lui a ridare inizio ai lavori ricostruendo il dongione, la cinta muraria ed ampliandolo ulteriormente. I lavori furono continuati da suo figlio Archibald Douglas, IV conte di Douglas ed entro il 1424 erano state messe in piedi la Great Hall, la cappella, diverse torri e un muro di cortina che oltre a collegarsi al dongione proteggeva la corte interna. Nel 1455 James Douglas, IX conte di Douglas venne arrestato e privato dei titoli e delle proprietà a seguito della sua ribellione contro Giacomo II di Scozia, questo lato della famiglia chiamato Black Douglas perse Bothwell per sempre e il castello finì alla corona. Giacomo III di Scozia donò Bothwell ai Lord di Crichton prima e a John Ramsay (1464circa-1513), ma dopo la morte del re nel 1488 anch'egli si vide confiscate le proprietà e i titoli. Nello stesso anno il castello andò a Patrick Hepburn, I conte di Bothwell (morto il 18 ottobre 1508) per il quale fu creato il contado omonimo. Hepburn non tenne il castello a lungo, presto lo scambiò per l'Hermitage Castle con Archibald Douglas, V conte di Angus (1449-ottobre 1513) che di Bothwell era Signore, appartenente al ramo dei Red Douglas. Per i successivi due secoli i Conti di Angus detennero Bothwell, Archibald Douglas, I conte di Forfar (3 maggio 1653-11 novembre 1712) diede il via alla costruzione di una nuova dimora nei pressi e per ricavarne materiale iniziò la demolizione della torre di nord-ovest (casa che rimase in piedi fino al 1926 anno in cui venne demolita a causa di cedimenti nel terreno). Nel 1715 morì il figlio di Forfar, ucciso per le ferite contratte alla Battaglia di Sheriffmuir e cominciò una battaglia legale per l'eredità vinta alla fine da Archibald Stewart di Grandtully e da lui andò ai Conti di Home. Nel 1935 Charles Douglas-Home, XIII conte di Home (29 dicembre 1873-11 luglio 1951) cedette il castello allo stato. Bothwell è nelle mani dell'Historic Scotland ed è aperto al pubblico dietro pagamento.